# Dion Beebe
Dion Beebe (Brisbane, 18 marzo 1968) è un direttore della fotografia australiano, vincitore dell'Oscar alla migliore fotografia nel 2006 per il film Memorie di una geisha.

## Filmografia
- Black Sorrow, regia di Anton Beebe - cortometraggio (1989)
- Sposami, Kate (Crush), regia di Alison Maclean (1992)
- The Journey, regia di Christopher Tuckfield (1993)
- Eternity, regia di Lawrence Johnston (1994)
- Vacant Possession, regia di Margot Nash (1995)
- Floating Life, regia di Clara Law (1996)
- What I Have Written, regia di John Hughes (1996)
- Down Rusty Down, regia di John Curran - cortometraggio (1997)
- 40,000 Years of Dreaming, regia di George Miller (1997)
- Praise, regia di John Curran (1998)
- Memorie e desideri (Memory & Desire), regia di Niki Caro (1998)
- Holy Smoke - Fuoco sacro (Holy Smoke), regia di Jane Campion (1999)
- My Own Country, regia di Mira Nair (2000) (TV)
- Vite nascoste (Forever Lulu), regia di John Kaye (2000)
- La dea del '67 (The Goddess of 1967), regia di Clara Law (2000)
- Charlotte Gray, regia di Gillian Armstrong (2001)
- Equilibrium, regia di Kurt Wimmer (2002)
- Chicago, regia di Rob Marshall (2002)
- In the Cut, regia di Jane Campion (2003)
- Collateral, regia di Michael Mann (2004)
- Memorie di una geisha (Memoirs of a Geisha), regia di Rob Marshall (2005)
- Miami Vice, regia di Michael Mann (2006)
- Rendition - Detenzione illegale (Rendition), regia di Gavin Hood (2007)
- Land of the Lost, regia di Brad Silberling (2009)
- Nine, regia di Rob Marshall (2009)
- Lanterna Verde (Green Lantern), regia di Martin Campbell (2011)
- Gangster Squad, regia di Ruben Fleischer (2013)
- Edge of Tomorrow - Senza domani (Edge of Tomorrow), regia di Doug Liman (2014)
- Into the Woods, regia di Rob Marshall (2014)
- 13 Hours: The Secret Soldiers of Benghazi, regia di Michael Bay (2016)
- L'uomo di neve (The Snowman), regia di Tomas Alfredson (2017)
- Il ritorno di Mary Poppins (Mary Poppins Returns), regia di Rob Marshall (2018)
- Gemini Man, regia di Ang Lee (2019)
- La sirenetta (The Little Mermaid), regia di Rob Marshall (2023)
- Michael, regia di Antoine Fuqua (2026)

## Premi e riconoscimenti
- Oscar alla migliore fotografia
  - 2003: candidato - Chicago
  - 2006: vincitore - Memorie di una geisha

- American Society of Cinematographers Awards - miglior fotografia cinematografica
  - 2005: candidato - Collateral
  - 2006: vincitore - Memorie di una geisha
  - 2010: candidato - Nine

- BAFTA alla migliore fotografia
  - 2003: candidato - Chicago
  - 2005: vincitore - Collateral
  - 2006: vincitore - Memorie di una geisha

- Satellite Award per la migliore fotografia
  - 2005: candidato - Memorie di una geisha
  - 2009: vincitore - Nine